# Проненко Євген Вікторович
Євген Вікторович Проненко (нар. 4 листопада 1984, Дніпродзержинськ, Дніпропетровська область, УРСР) — український футболіст, захисник аматорського клубу «Скорук» (Томаківка).

## Кар'єра гравця
Вихованець ДЮСШ «Надія» та верхньодніпровського СІЛКО. Дорослу футбольну команду розпочав у 2004 році в складі другої команди дніпродзержинської «Сталі», яка виступала в чемпіонаті Дніпропетровської області. За два сезони в «Сталі-2» зіграв 43 поєдинки та відзначився 1 голом. У 2006 році переїхав до нікопольського «Електрометалурга-НЗФ», який виступав в аматорському чемпіонаті України (12 матчів) та в чемпіонаті Дніпропетровської області (18 матчів). 
Сезон 2008/09 років розпочав у «Дніпрі-75». Дебютував за дніпропетровську команду 22 серпня 2008 року в нічийному (1:1) домашньому поєдинку 6-о туру групи Б Другої ліги проти кременчуцького «Кременя». Євген вийшов на поле в стартовому складі та відіграв увесь матч. У складі «Дніпра-75» у Другій лізі провів 15 матчів. Взимку 2009 року підписав контракт з «Кременем». Дебютував у футболці кременчуцького клубу 11 квітня 2009 року в переможному (3:0) домашньому поєдинку 23-о туру групи Б Другої ліги проти дніпропетровського «Дніпра-75». Проненко вийшов на поле на 70-й хвилині, замінивши Євгена Сліпченка. У складі «Кременя» в Другій лізі зіграв 63 матчі, ще 5 поєдинків провів у кубку України.
Надалі виступав у чемпіонаті Дніпропетровської області. З 2013 по 2014 рік захищав кольори петриківського «Олімпіка» (37 матчів, 1 гол), а в 2015 році — магдалинівського ВПК-Агро, з яким знову виступав в аматорському чемпіонаті України (17 матчів). З 2016 року захищає кольори клубу «Скорук» (Томаківка).

## Кар'єра тренера
У 2015 році, виступаючи у ВПК-Агро, окрім функцій гравця також був і головним тренером команди.

## Статистика виступів

### Клубна
Станом на 25 September 2009
| Клуб                | Сезон   | Ліга  | Ліга | Кубок | Кубок | Загалом | Загалом |
| Клуб                | Сезон   | Матчі | Голи | Матчі | Голи  | Матчі   | Голи    |
| ------------------- | ------- | ----- | ---- | ----- | ----- | ------- | ------- |
| Електрометалург-НЗФ | 2006    | 12    | 0    | 0     | 0     | 12      | 0       |
| Електрометалург-НЗФ | Загалом | 12    | 0    | 0     | 0     | 12      | 0       |
| Дніпро-75           | 2008-09 | 15    | 0    | 0     | 0     | 15      | 0       |
| Дніпро-75           | Total   | 15    | 0    | 0     | 0     | 15      | 0       |
| «Кремінь»           | 2008-09 | 9     | 0    | 0     | 0     | 9       | 0       |
| «Кремінь»           | 2009-10 | 21    | 0    | 1     | 0     | 11      | 0       |
| «Кремінь»           | Загалом | 30    | 0    | 1     | 0     | 20      | 0       |
| Кар'єра             | Загалом | 57    | 0    | 1     | 0     | 58      | 0       |